# 21552 Річардлі
21552 Річардлі (21552 Richardlee) — астероїд головного поясу, відкритий 17 серпня 1998 року.
Тіссеранів параметр щодо Юпітера — 3,313.